# Convento de San Miguel Arcángel (Charo Michoacán)
El convento de San Miguel Arcángel (Charo Michoacán) es un antiguo convento fundado por la orden de San Agustín en el siglo XVI en Charo Michoacán, entonces en el virreinato de la Nueva España (hoy México). El convento fue dedicado al Arcángel Miguel.
El recinto presenta el estilo plateresco con influencia manierista, y es de los pocos antiguos conventos de las misiones conventuales de Michoacán que resguardan auténticos murales al fresco en buen estado de conservación. 
En la vida conventual el convento de Charo se caracterizó como un centro intelectual y literario donde sobresalieron escritores como fray Diego de Basalenque autor de La Historia de la Provincia de San Nicolás de Tolentino de Michoacán y Arte y Diccionario de la Lengua Matlaltzinga, fray Matías de Escobar autor de la obra Americana Thebaida, así como fray Miguel de Guevara autor de diversos poemas y sonetos.

## Historia
En la época prehispánica la región de “Charo” que significa “Tierra del Rey Niño”, estaba habitaba por los matlaltzingas que eran aliados del pueblo purépecha.
En la época de la conquista española las tierras de la región eran parte del señorío de Hernán Cortés. 
En la época colonial del Virreinato de Nueva España llegaron los frailes agustinos a evangelizar la región, iniciaron la construcción del convento y fundaron la población de Charo en 1550.
En 1603 fue dedicado el convento a San Miguel Arcángel, siendo finalmente concluido en 1610. 
En 1661 la primera torre que tuvo el templo fue derribada por un temblor. En el siglo XVIII se reconstruyó el primer cuerpo del cubo de la torre. 
Hasta 1758 los frailes de la orden agustina tuvieron presencia en el convento de Charo. Posteriormente el templo fue administrado por el clero diocesano.
A finales del siglo XIX se concluyeron los dos últimos cuerpos de la torre del campanario del templo, la cual presenta estilo ecléctico y es una obra atribuida al arquitecto Adolfo Tremontels. 
Actualmente el templo funciona como parroquia y el ex convento funciona como casa cual.

## Obras literarias escritas en el convento de Charo
En 1638 fray Miguel de Guevara siendo prior del convento de Charo escribió un volumen misceláneo titulado Arte doctrinal y modo general para aprender la lengua matlaltzinga. En él se encuentran tres poemas del autor y seis poesías anónimas que se han atribuido a Guevara, pero él sólo las copió. Entre estas copias se encuentran los sonetos “A Cristo crucificado” (No me mueve mi Dios para quererte, el cielo que me tienes prometido;…) “Levántame, Señor” (Levántame, Señor, que estoy caído,…); actualmente en uno de los muros de la plaza principal de Charo existe un pequeño monumento que recuerda el hecho. No hay razones estilísticas para atribuir ninguno de estos poemas a Guevara.
En 1637 fray Diego de Basalenque escribió “La Historia de la Provincia de San Nicolás de Tolentino de Michoacán” documento donde narra la cronología histórica de la actividad de la orden agustina en la provincia que abarcaba los actuales estados de Michoacán, Guanajuato hasta Zacatecas. Otra obra literaria que escribió Fray Diego de Basalenque fue “Arte y Diccionario de la Lengua Matlaltzinga” hoy un importante documento de referencia para comprender la cultura matlaltzinga.
En 1729 el canario fray Matías de Escobar y Llamas escribió “Americana Thebaida” donde se narra el proceso de evangelización y hechos históricos. El religioso fue Prior del Convento de Charo en 1733 siendo reelegido en el cargo en tres ocasiones.

## Arquitectura
El ex convento de Charo se localiza en la cima de la pequeña colina donde está asentado el poblado de Charo Michoacán que se ubica alrededor de 15 kilómetros de la antigua Valladolid hoy Morelia. El emplazamiento elevado permitía vistas panorámicas al valle de la región.
El conjunto conventual está integrado por una explanada atrial ajardinada que se encuentra bardeada y la cual presenta tres accesos dos de ellos escalonados, posee una cruz atrial de cantera en forma de cruz patriarcal que hace referencia a san Agustín de Hipona en su grado de obispo. En la parte frontal se ubica el templo con una torre y el ex convento. El inmueble está edificado mayoritariamente en piedra de cantera de tonalidad clara.

### El templo
- El exterior

En su exterior el templo presenta una fachada plateresca con influencia manierista, exhibe frontón triangular y está rematada por una cruz patriarcal también en cantera. Entre los elementos presentes en la portada se encuentran la puerta de acceso con arco de medio punto, alternada por un par de columnas adosadas de cada lado que resguardan nichos con las esculturas que representan a san Nicolás de Tolentino y san Pablo. En el segundo nivel de la fachada se ubica un entablamento decorado con diversas figuras geométricas, en el centro se localiza una ventana coral en forma de ajimez que a su vez es también alternada por un par de columnas adosadas de cada lado que resguardan nichos con las esculturas de santa Mónica de Hipona y santa Rita de Casia. En la parte superior, en el espacio del frontón triangular se ubica en su parte central un nicho con la escultura de san Agustín de Hipona, que es alternado por diversos relieves geométricos entre los que destacan de cada lado la figura del corazón atravesado por una flecha símbolo agustino, mismo que se presenta también en la parte superior del nicho; sobre de este último se ubica en relieve las figuras del báculo episcopal y la mitra que hacen alusión al grado de obispo.
Del lado oeste el templo presenta una torre de campanario de planta cuadrangular, compuesta por tres cuerpos. El primero data del siglo XVII y los dos siguientes cuerpos que presentan el estilo ecléctico fueron concluidos en el siglo XIX y son una obra atribuida al arquitecto Adolfo Tremontels. El primer cuerpo de la torre presenta muros lisos con un óculo o ventana circular en su centro que ilumina las escaleras interiores de acceso al campanario, sobre el óculo se ubica un relieve del corazón agustino. El segundo cuerpo presenta en cada una de sus 4 caras un par de arcos de medio punto y sobre de ellos un ojal circular donde se ubica un reloj. El tercer cuerpo presenta la forma de ochavo y posee arcos ojivales en cada uno de sus lados, que son alternados por pilastras adosadas. La torre es rematada por una cúpula con pequeña linternilla de piedra y cruz de hierro como remate final.
- El interior

En su interior el templo presenta una nave con bóveda de cañón corrido, sobre el presbiterio una cúpula de platillo o media naranja y al fondo el ábside poligonal. La decoración del interior es de estilo neoclásico y data del siglo XIX. Sobre el acceso posee el espacio del coro. En los muros del templo se ubican retablos neoclásicos de cantera. En el ábside se ubica el altar conformado por retablo neoclásico con ciprés incluido, se resguardan las esculturas de un antiguo Cristo crucificado conocido como el “Señor de la lámpara” realizado en la técnica de caña de maíz. Una imagen del arcángel san Miguel patrono de la localidad y una imagen de la Virgen María entre otros. 

### Estructura
- El exterior

El ex convento se localiza al lado este del templo. La fachada del ex convento se presenta sencilla con un nivel y está conformada por un pórtico de arquería que recibe el nombre de “portal de peregrinos”, el cual posee tres arcos de medio punto sostenido por esbeltas columnas de capitel dórico o toscano. El pórtico es rematado por un entablamento con algunas tallas geométricas en relieve. En su interior el portal presenta una puerta de acceso al convento la cual posee un arco de medio punto con marco y molduras de cantera así como algunas tallas en relieve en su parte superior entre las que se encuentran las figuras de un par de corazones con flecha, rosetones y un par de rostros de querubines. En las paredes del portal se encuentran bancas de piedra empotradas a los muros donde sobresale una singular silla labrada en cantera en forma de trono, se señala que este espacio era utilizado para la evangelización y el sillón era ocupado por el prior del convento. El portal es techado con cubierta de viguería de madera. A un costado del pórtico se ubica otro espacio de la fachada el cual presenta un par de ventanas rectangulares y una puerta de igual forma que comunica a lo que fue la Sala de profundis del convento. 
- El interior

En su interior que también es de un nivel, el convento presenta un pequeño claustro cuadrangular con arquería de cantera conformado por columnas de capitel dórico y arcos de tres puntos que datan del siglo XIX colocados en una remodelación del recinto. El claustro está rodeado de corredores techados con cubierta de viguería de madera y en donde se ubican antiguos murales al fresco que datan del siglo XVI, realizados en la técnica de grisalla y conservados en buen estado. Entre las temáticas plasmadas en los murales del claustro se hallan los frailes misioneros agustinos martirizados en Filipinas y destacan las Genealogías de los frailes agustinos y de las monjas agustinas; en la rama masculina el tronco es originado con la imagen de san Agustín de Hipona y en la femenina con santa Mónica de Hipona. En algunos de los muros también se puede observar a santa Clara de Montefalco y a san Nicolás de Tolentino. Circundado el claustro se distribuyen las diversas salas y habitaciones que sirvieron como celdas o dormitorios, refectorio o comedor, sala capitular entre otras.